# Omen (álbum)
Omen es el séptimo álbum de estudio del grupo Soulfly, lanzado el 25 de mayo de 2010, bajo el sello discográfico Roadrunner Records La producción estuvo a cargo de Logan Mader y Max Cavalera, y consiste en once pistas musicales. Es el último álbum con el bajista Bobby Burns y el baterista Joe Nunez que fueron sustituidos por Tony Campos, antiguo bajista de la banda Static-X y el baterista David Kinkade a mediados de 2011.
El álbum se compone básicamente de sonidos rápidos y extremos, características propias del género Thrash metal. Las letras están enfocadas a temas revolucionarios y la composición musical en general es básica y sencilla, pero fuerte y convincente, según el analista Gregory Heaney del portal web Allmusic. Contó con la colaboración de otros artistas como Greg Puciato y Tommy Victor.

## Listado de canciones
| LP original |                        |         |          |  |
| N.º         | Título                 | Música  | Duración |  |
| 1.          | «Bloodbath & Beyond»   | Soulfly | 2:31     |  |
| 2.          | «Rise of the Fallen»   | Soulfly | 4:35     |  |
| 3.          | «Great Depression»     | Soulfly | 3:57     |  |
| 4.          | «Lethal Injection»     | Soulfly | 3:05     |  |
| 5.          | «Kingdom»              | Soulfly | 3:55     |  |
| 6.          | «Jeffrey Dahmer»       | Soulfly | 2:52     |  |
| 7.          | «Off With Their Heads» | Soulfly | 4:22     |  |
| 8.          | «Vulture Culture»      | Soulfly | 4:01     |  |
| 9.          | «Mega-Doom»            | Soulfly | 3:04     |  |
| 10.         | «Soulfly VII»          | Soulfly | 4:23     |  |
| 40:35       |                        |         |          |  |

## Posicionamiento
| Lista              | Posición |
| ------------------ | -------- |
| Australian Charts  | 38       |
| New Zealand Charts | 30       |
| Greek Charts       | 1        |
| Finnish Charts     | 44       |
| Ultratop           | 50       |
| Dutch Charts       | 42       |
| Les Charts         | 58       |
| Austria Top 40     | 19       |
| Hit Parade         | 15       |
| Billboard 200      | 73       |
| Music Line         | 13       |
| Chart Log UK       | 100      |
| Oricon             | 115      |

## Créditos
- Max Cavalera - Voz, guitarra
- Marc Rizzo - Guitarra
- Bobby Burns - Bajo
- Joe Nunez - Batería
- Branden Krull - Teclado
- Greg Puciato - Voz
- Tommy Victor - Voz
- Zyon Cavalera - Batería
- Igor Cavalera - Batería